# راؤول راديشي
راؤول راديشي (بالإيطالية: Raul Radice)‏ هو ناقد أدبي وصحفي وكاتب إيطالي، ولد في 19 مارس 1902 في ميلانو في إيطاليا، وتوفي في 1988 في روما في إيطاليا.

## وصلات خارجية
- راؤول راديشي على موقع IMDb (الإنجليزية)
- راؤول راديشي على موقع ديسكوغز (الإنجليزية)
- راؤول راديشي على موقع قاعدة بيانات الفيلم (الإنجليزية)